# 港匯恒隆広場

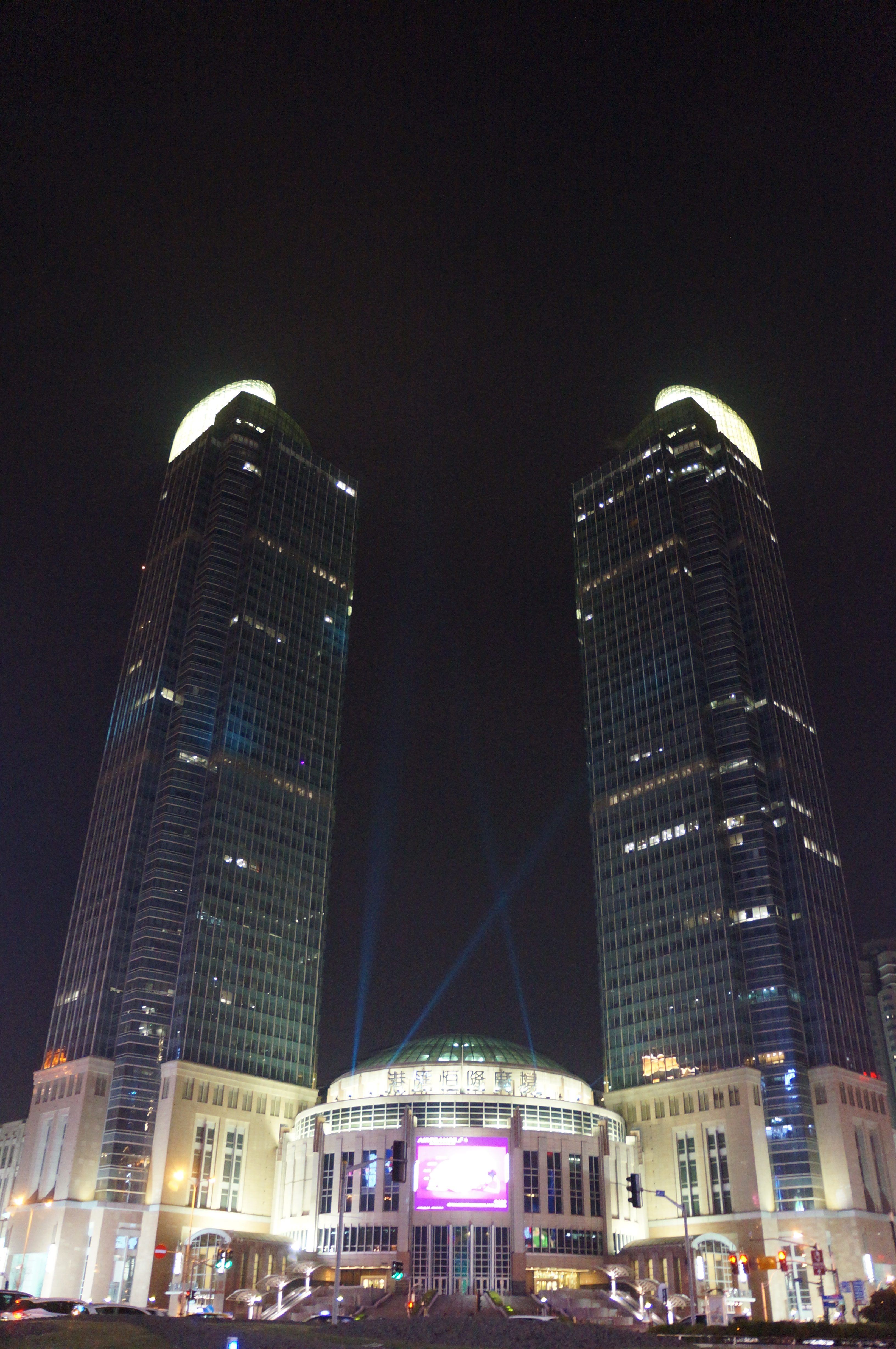
改修前の港匯恒隆広場（2016年）

港匯恒隆広場（こうわいこうりゅうひろば、グランドゲートウェイ66、中国語: 港汇恒隆广场、Grand Gateway 66）は、中華人民共和国上海市徐匯区に位置する超高層ビルである。2011年3月22日までの名称は港匯広場（こうわいひろば、中国語: 港汇广场）であった。

## 概要
Callisonによって設計され、1994年に着工し、2005年に完成した。ツインタワーであり、高さは262mで、52階建てである。香港の恒隆地産のプロジェクトによって建設された。親会社の恒隆集団によって投資および管理され、総投資額は51億元である。
ショッピングセンターは1999年12月28日に開業した。
上海軌道交通の徐家匯駅に位置しており、主な施設としてはショッピングセンターやオフィスビル、超高層マンションがある。また、ショッピングセンター内では映画館・SFC上影影城（IMAX）もある。
2011年3月23日、「港匯広場（中国語: 港汇广场）」から現名称の「港匯恒隆広場（中国語: 港汇恒隆广场）」に変更した。
2017年、ショッピングセンターの外壁を改修し、2019年に完了した。

## アクセス
- 地下鉄：上海軌道交通徐家匯駅・1号線、9号線、11号線
- バス：15、42、43、72、927、864、401